# The Middle Years (Henry James)
The Middle Years é um livro autobiográfico incompleto de Henry James, publicado postumamente em 1917. Cobre os primeiros anos de James na Europa e seus encontros com escritores como George Eliot, Alfred Tennyson e James Russel Lowell.